# Agrilus hibisci
Agrilus hibisci é uma espécie de inseto do género Agrilus, família Buprestidae, ordem Coleoptera.
Foi descrita cientificamente por Montrouzier, 1855.